# سالم شالوم ديفيد
سالم شالوم ديفيد (1853-؟) كان صينيًا اعتنق الديانة اليهودية.

## السيرة الشخصية
ولد في عام 1853 لأبوين صينيين بهانكو في الصين، اللذين أطلقا عليه اسم فيبا. لقد بقي فيبا مع والديه حتى عام 1861، عندما قُتلت عائلته خلال تمرد تايبينغ. لقد احتجزه المتمردون، مع صبية آخرين، حتى وصلوا إلى مسافة قصيرة من شنغهاي، حين هُزمَ المتمردون وجرى تشتيتهم من قبل الجنود البريطانيين في عهد تشارلز جورج غوردون. سعى فيبا إلى حماية سولومون روبين، أحد المتطوعين، الذي قدمه إلى ديفيد ساسون وشركاه في شنغهاي. وهنا أخذه SH ديفيد تحت رعايته. وفي عام 1862 أرسله إلى بومباي، حيث تم قبوله في العقيدة اليهودية وسمي سالم شالوم ديفيد. لقد تلقى تعليمه في مؤسسة ديفيد ساسون الخيرية، وانضم إلى شركة إلياس ديفيد ساسون وشركاه في عام 1872؛ خدم في منزلهم في شنغهاي من 1874 إلى 1882؛ ومن عام 1882 كان في منشأتهم ببومباي. وكعامل طائفي فقد تمتع بشعبية مماثلة مع اليهود وبيني اسرائيل. كما كان سكرتيرًا فخريًا لكنيس ماجن ديفيد في بيكولا وكذلك لصندوق يعقوب ساسون اليهودي الخيري، بالإضافة إلى هيبرات كهات كادوش في بومباي. تم تعيينه بالإجماع من قبل آخر شخص كزائر للمرضى اليهود في المستشفيات. لقد كان عضوًا في جمعية شنغهاي لإنقاذ اليهود الصينيين. تزوج من حبيبة روبن موسى في عام 1883.